# Muhammed B. S. Jallow

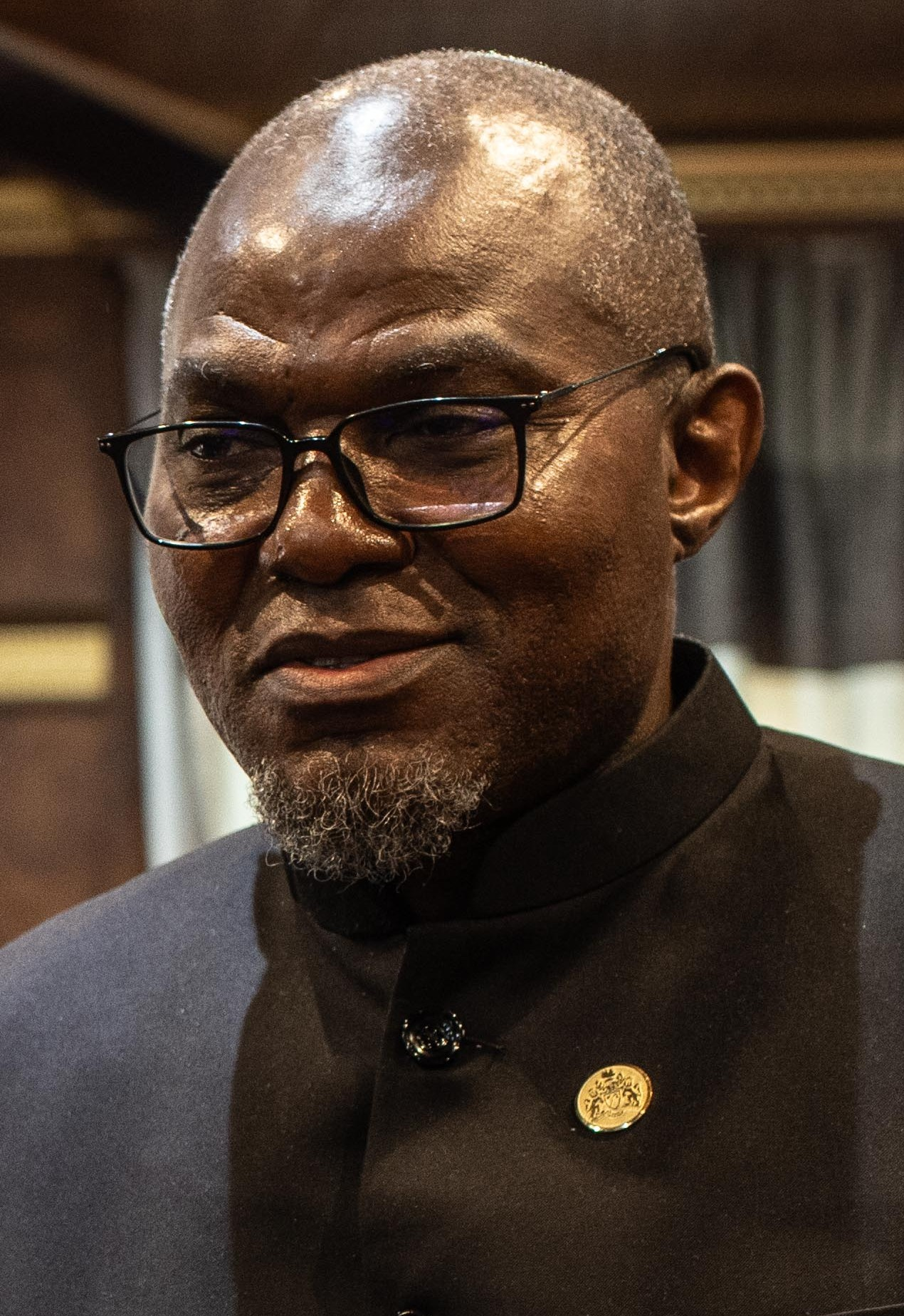
Muhammad B.S. Jallow (2023)

Muhammed B. S. Jallow (* 1960) ist ein gambischer Politiker und Verwaltungsbeamter im westafrikanischen Staat Gambia. Von August 2019 bis Mai 2020 war er Generalsekretär und Leiter des öffentlichen Dienstes. Seit Februar 2023 ist er gambischer Vizepräsident.

## Leben
Nach seinem Abschluss als Lehrer für Grund- und weiterführende Schulen am Gambia College schloss Jallow 1991 in der Universität Bristol ein Bachelorstudium in Erziehungswissenschaften, Fachrichtung Mathematik ab. 1995 folgte ein Masterabschluss in Pädagogik (Schwerpunkt Bildungsplanung und Statistik) an der gleichen Universität.
Nach einer beruflichen Tätigkeit als Lehrer und später als Bildungsplaner arbeitete Jallow im Bildungsministerium in verschiedenen Abteilungen.
Am 22. August 2019 ernannte Präsident Adama Barrow Jallow zum Generalsekretär und Leiter des Öffentlichen Dienstes. Er war Nachfolger von Ebrima O. Camara, der zum Auswärtigen Dienst versetzt wurde. Vor dieser Ernennung war Jallow Staatssekretär im Büro des Präsidenten (englisch Permanent Secretary at the Office of the President).
Mit Wirkung zum 26. Mai 2020 wurde Nuha Touray sein Nachfolger, Jallow wurde einen Tag zuvor pensioniert. Er wurde zum stellvertretenden Exekutivsekretär im Senegalo-Gambian Permanent Secretariat ernannt.
Nach dem Tod von Badara Joof wurde Jallow am 24. Februar 2023 vom Präsidenten zum neuen Vizepräsidenten ernannt.

## Auszeichnungen und Ehrungen
- 2011 – Member des Order of the Republic of The Gambia (MRG)[7]